# 燕・弥彦総合事務組合
燕・弥彦総合事務組合（つばめ・やひこそうごうじむくみあい）は、燕市、弥彦村の1市1村で構成する一部事務組合。

## 共同事務
- 消防及び救急
- ごみ処理施設及び最終処分施設の管理運営（環境センター）
- 火葬施設の管理運営（燕・弥彦総合事務組合斎場）
- 水道の管理運営

## 組織
- 管理者
  - 副管理者
    - 水道局
      - 経営企画課
        - 計画係
        - 総務係

      - 施設課
        - 給水維持係
        - 工務係
        - 浄水場係

    - 総務消防局
      - 総務課
        - 総務係
        - 財政係
        - 消防企画係

      - 消防本部（兼吉田消防署）
        - 予防課
        - 通信室
        - 警防課
        - 燕消防署
          - 三王渕出張所

        - 弥彦消防署
        - 分水消防署

      - 環境センター
        - 業務第1係
        - 業務第2係

    - 会計管理者

## 管内の現況
管内の人口 - 87,486人
- 燕市 - 79,382人
- 弥彦村 - 8,104人

2019年（平成31年）4月1日現在
管内の世帯数 - 32,284世帯
- 燕市 - 29,540世帯
- 弥彦村 - 2,744世帯

2019年（平成31年）4月1日現在
管内の面積 - 136.13 km2
- 燕市 - 110.96 km2
- 弥彦村 - 25.17 km2

## 沿革
- 1953年（昭和28年）4月 - 燕市消防本部が発足する。
- 1963年（昭和38年）4月10日 - 分水町消防本部が発足する。
- 1997年（平成9年）4月1日 - 吉田町、弥彦村、岩室村を管轄していた旧西蒲原郡南部消防事務組合、旧分水町消防本部、旧寺泊町消防本部の消防業務を引き継ぎ新潟県西部広域消防事務組合が発足する。（管轄区域 : 吉田町、分水町、寺泊町、弥彦村、岩室村）
- 2005年（平成17年）
  - 3月21日 - 岩室村が新潟市に編入することに伴い、脱退する。
  - 3月21日 - 新潟市が加入する（旧岩室村区域の消防事務委託）。
  - 12月31日 - 新潟市が脱退する（岩室消防署は新潟市消防局西蒲消防署岩室出張所に変更）。
  - 12月31日 - 寺泊町が長岡市に編入することに伴い、脱退する（寺泊消防署は長岡市消防本部与板消防署寺泊出張所に変更）。
- 2006年（平成18年）
  - 3月19日 - 新潟県西部広域消防事務組合が解散する。
  - 3月20日 - 分水町、吉田町が燕市に編入する。
  - 3月20日 - 旧新潟県西部広域消防事務組合と旧燕市消防本部の消防業務、旧新潟県中央衛生センター組合のごみ処理場業務・斎場業務を継承し燕・弥彦総合事務組合が発足する。
- 2019年（平成31年）4月1日 - 燕市と弥彦村での水道事業の共同運営を開始。それに伴い、燕・弥彦総合事務組合に水道事業を移管する。

## 常備消防
燕・弥彦総合事務組合消防本部（つばめ・やひこそうごうじむくみあいしょうぼうほんぶ）は、燕市、弥彦村の1市1村を管轄する消防部局（消防本部）。

### 組織
消防職員の数は2019年（平成31年）4月1日現在、159人である。
- 消防長（消防監）
  - 消防次長（消防司令長）
    - 予防課
      - 予防係
      - 査察指導係
      - 危険物係

    - 通信室
      - 通信情報係

    - 警防課
      - 庶務係
      - 消防団係
      - 警防係
      - 救急係
      - 救助係

    - 燕消防署
      - 庶務係
      - 予防係
      - 警防係
      - 救急係
      - 救助係
      - 三王渕出張所
        - 予防係
        - 警防係
        - 救急係

    - 分水消防署
      - 庶務係
      - 予防係
      - 警防係
      - 救急係

    - 弥彦消防署
      - 庶務係
      - 予防係
      - 警防係
      - 救急係

### 所在地
- 消防本部・吉田消防署・防災センター - 〒959-0264 新潟県燕市吉田浜首408番地1
- 燕消防署 - 〒959-1261 新潟県燕市秋葉町3丁目22番2号
- 分水消防署 - 〒959-0130 新潟県燕市分水桜町3丁目3番1号
- 弥彦消防署 - 〒959-0321 新潟県西蒲原郡弥彦村大字上泉1753番地1
- 三王渕出張所 - 〒959-1207 新潟県燕市三王渕1087番地3